# Belle Isle (Floride)
Pour les articles homonymes, voir Belle Isle.
Belle Isle est une ville américaine située dans le comté d'Orange en Floride.

## Démographie
| 1930 | 1940 | 1960  | 1970  | 1980  | 1990  |
| ---- | ---- | ----- | ----- | ----- | ----- |
| 160  | 178  | 2 344 | 2 705 | 2 848 | 5 272 |

| 2000  | 2010  | - | - | - | - |
| ----- | ----- | - | - | - | - |
| 5 531 | 5 988 | - | - | - | - |

Selon le recensement de 2010, Belle Isle compte 5 988 habitants. La municipalité s'étend sur 5,1 milles carrés (13,21 km2), dont 2,33 milles carrés (6,03 km2) de terres.